# Le Hérisson dans le brouillard
Pour plus de détails, voir Fiche technique et Distribution.
Le Hérisson dans le brouillard ou Le Petit Hérisson dans la brume (en russe : Ёжик в тумане, russe : Iojik v toumané) est un court métrage d'animation soviétique réalisé par Iouri Norstein, sorti en 1975. Il est produit par le studio Soyuzmultfilm à Moscou. Le scénario est signé Sergueï Grigorievictch Kozlov (ru), l'auteur du conte éponyme.

## Synopsis
C'est l'histoire d'un petit hérisson (voix de Maria Vinogradova) et de son ami l'ourson (voix de Viatcheslav Nevinny). Ils ont pour habitude de se réunir chaque soir et de boire du thé avec de la confiture de framboise et de contempler le ciel et compter les étoiles. Mais voilà qu'un jour le hérisson passant à travers bois pour rejoindre son ami se perd dans le brouillard. Il se trouve plongé dans un monde étrange de créatures effrayantes tel que des hiboux et des chauves-souris, mais aussi bienveillantes et pacifiques (le chien, le cheval, le poisson), dans un monde de ténèbres plein de silence et de murmures, d'herbes hautes frissonnantes et d'étoiles mystérieuses. Tout ce qui l'entoure semble onirique. Les personnages du hérisson et de l'ourson sont très sensibles, doux et rêveurs, à l'inverse du hibou qui, pragmatique et observateur, est impuissant à ressentir la beauté du monde qui l'entoure.

## Fiche technique
- Titre original : Ёжик в тумане (Iojik v toumané)
- Titre français : Le Hérisson dans le brouillard ou Le Petit Hérisson dans la brume[1],[2]
- Réalisation : Iouri Norstein
- Scénario : Sergueï Grigorievictch Kozlov (ru)
- Direction artistique : Francesca Iarboussova

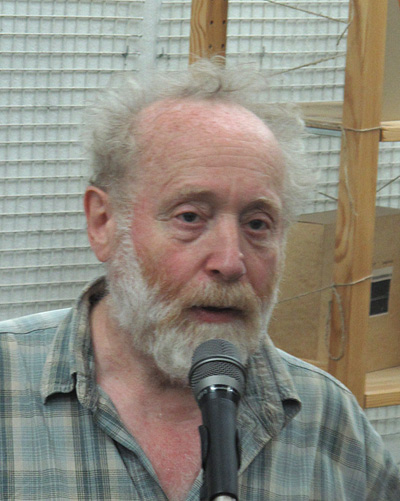
Iouri Norstein en 2009

- Société de production : Soyuzmultfilm
- Société de distribution : Malavida Films
- Pays de production :  Union soviétique
- Format : couleur — 1,33:1
- Genre : animation
- Durée : 10 minutes
- Dates de sortie :
  - Union soviétique : 23 octobre 1975
  - France : juin 1977 (Festival international du film d'animation d'Annecy) ; 5 avril 2023 (sortie nationale)[1],[2]

## Extraits du conte
Je suis tombé dans la rivière, pensa le petit hérisson et il frissonna de peur.

La rivière n'a qu'à m'emporter, décida-t-il enfin. Et le courant l'emportait doucement.

Je suis tout trempé. Je vais bientôt me noyer, pensa le petit hérisson.

Soudain, quelqu'un effleura sa patte arrière.

- Excusez-moi..., demanda quelqu'un silencieusement. - Qui êtes-vous et que faites-vous ici ?

- Je suis le petit hérisson, répondit aussi silencieusement le petit hérisson. Je suis tombé dans la rivière.

- Alors asseyez-vous sur mon dos, proposa silencieusement quelqu'un. Je vais vous porter sur la rive.

Le petit hérisson s'assit sur le dos glissant et étroit du mystérieux personnage et se retrouva sur la rive en un instant.

- Merci ! dit-il à haute voix.

- De rien ! répondit silencieusement quelqu'un que le petit hérisson n'aperçut même pas, et qui s'évanouit dans l'onde...

- Te voilà enfin ! dit l'ourson qui s'était réveillé et avait aperçu sur son perron le petit hérisson.

- Me voilà.

- Et où étais-tu passé ?

- J'étais absent bien longtemps, répondit le petit hérisson.

- Quand on disparaît, il faut d'abord prévenir ses amis !

## Distinctions
Le Hérisson dans le brouillard a obtenu le premier prix du meilleur film d'animation au Festival du film soviétique de Frounzé en 1976 ainsi que le premier prix au Festival du film pour les enfants et la jeunesse de Téhéran, la même année.